# Stemma di Rieti
Lo stemma della città di Rieti è costituito da uno scudo sannitico troncato, di color rosso nella parte superiore dove sono rappresentate due figure di color argento, un cavaliere e una donna in atto di porgergli uno stendardo; la parte inferiore, di color azzurro, riporta una rete e tre pesci, tutti gli elementi sono di color argento, i due pesci presenti nella parte superiore sono posti dietro la rete il terzo, più grande, è posto davanti alla stessa. Lo scudo è timbrato da una corona da marchese.

## Blasonatura

Gonfalone della Città di Rieti

Lo stemma, riconosciuto con decreto del Capo del Governo del 28 luglio 1942, ha la seguente blasonatura:
La descrizione del gonfalone, concesso con D.P.R. del 21 marzo 1997, è la seguente:

## Storia
La prima testimonianza dell'uso da parte della città di un proprio simbolo si trova nel Registro delle Riformanze del 20 agosto 1384 in cui si legge che Rieti usava una «bandera rubra cum cruce alba in medio» cioè una bandiera rossa con una croce bianca nel mezzo. Successivamente, nel XV secolo, la città usa un nuovo stemma costituito dal disegno di una rete, esempi di ciò si hanno su una porta Secenari presente nel vicolo del Duomo, su quelli presenti sulle mensole in legno che sostengono le travi del soffitto del salone di Palazzo Secenari e su un sigillo del XVI secolo. Per quanto riguarda la presenza dell'arma comunale nel palazzo Secenari c'è da considerare che questa famiglia aveva adottato come proprio l'emblema civico. Le spiegazione della scelta della rete sono probabilmente da riferirsi all'antico lacus Velinus che creò l'antico insediamento e all'industria ad esso collegato nonché al terreno fertile della Piana Reatina reso disponibile dal prosciugamento dello stesso.

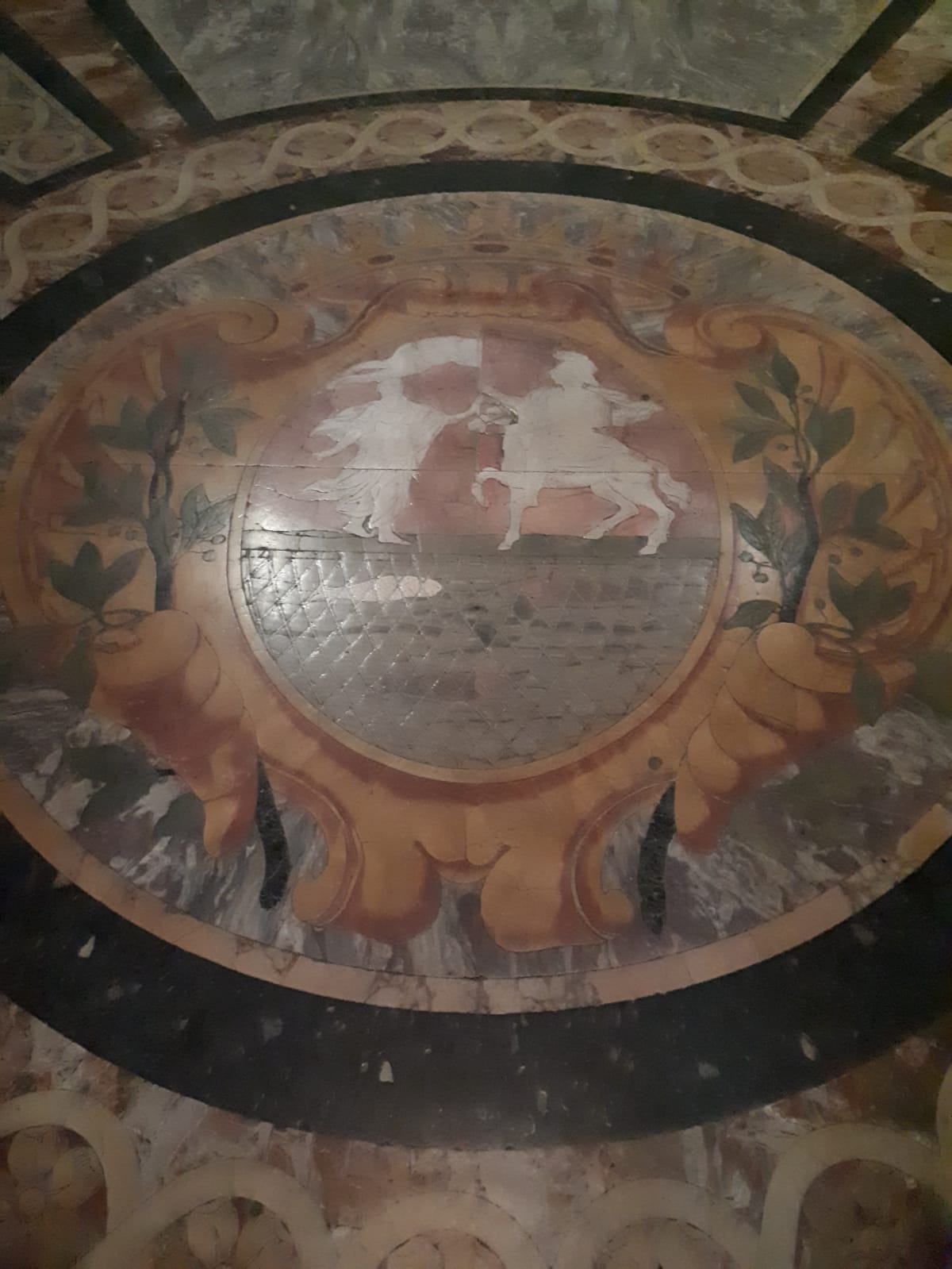
Lo stemma nel pavimento della cappella di Santa Barbara della cattedrale (XVIII secolo)

In seguito lo stemma venne modificato dividendolo orizzontalmente in due metà; nella parte inferiore rimase lo stemma originale, la rete su sfondo azzurro, mentre nella parte superiore, di color rosso amaranto, vennero inserite due figure: una donna nell'atto di porgere un vessillo ad un cavaliere; un buon esempio del nuovo stemma, troncato, databile al XV secolo si trova sopra la porta del Museo civico, in questo esemplare il cavaliere è bardato «alla maniera di quelli dei capo tornei: il cavaliere, con elmo e spada, porta infilato al braccio sinistro uno scudo, nel quale è disegnata una rete. A lui di fronte sta una donna che gli va incontro e che sorregge, con la mano destra, un'asta con stendardino, sul quale pure appare una rete». Varie sono state nei secoli le spiegazioni su chi siano i due personaggi; ad esempio Carlo Latini in Memorie per servire alla compilazione della storia di Rieti (1832) riporta che la donna sia Rea, oppure la città personificata, nell'atto di ringraziare Manio Curio Dentato, il cavaliere, per aver recato a Rieti enormi benefici con il taglio della Cava (la Curiana); secondo Pompeo Angelotti nella sua Descrittione della città di Rieti (1635) riporta che la donna sarebbe sempre Rea, in atto di cedere il comando della città, simboleggiato dalla bandiera, al marito Saturno; Giovanni Villani narra che la fanciulla sarebbe Rea Silvia, seppellita viva a Rieti per ordine di Amulio per aver violato l'obbligo di castità proprio delle vestali (la città avrebbe preso il nome proprio da lei). Altre versioni hanno raffigurato il personaggio a piedi come un re con la corona e lo stendardo in mano in atto di ricevere un araldo che viene a impetrare alleanza o pace; secondo la versione di Alfonso Ceccarelli (con ogni probabilità completamente inventata) «Polliena Rheate nimpha post acceptum vexillum Endoxeum ab equite Dioneo Euplemico sub delubra reposa dare coepit»; secondo la tradizione longobarda si vuole raffigurare l'investitura del cavaliere di una signoria da parte della donzella.
Successivamente, nella parte coperta dalla rete, sono comparsi i pesci, disposti due all'interno della stessa e uno (più grande) all'esterno. L'Angelotti, nella sua Descrittione…, dichiara che la rete rappresenta la legge, i due pesci interni i sudditi ad essa sottoposti e nel pesce esterno il giudice che la deve applicare e «a cui si conviene l'unità e la maggioranza».

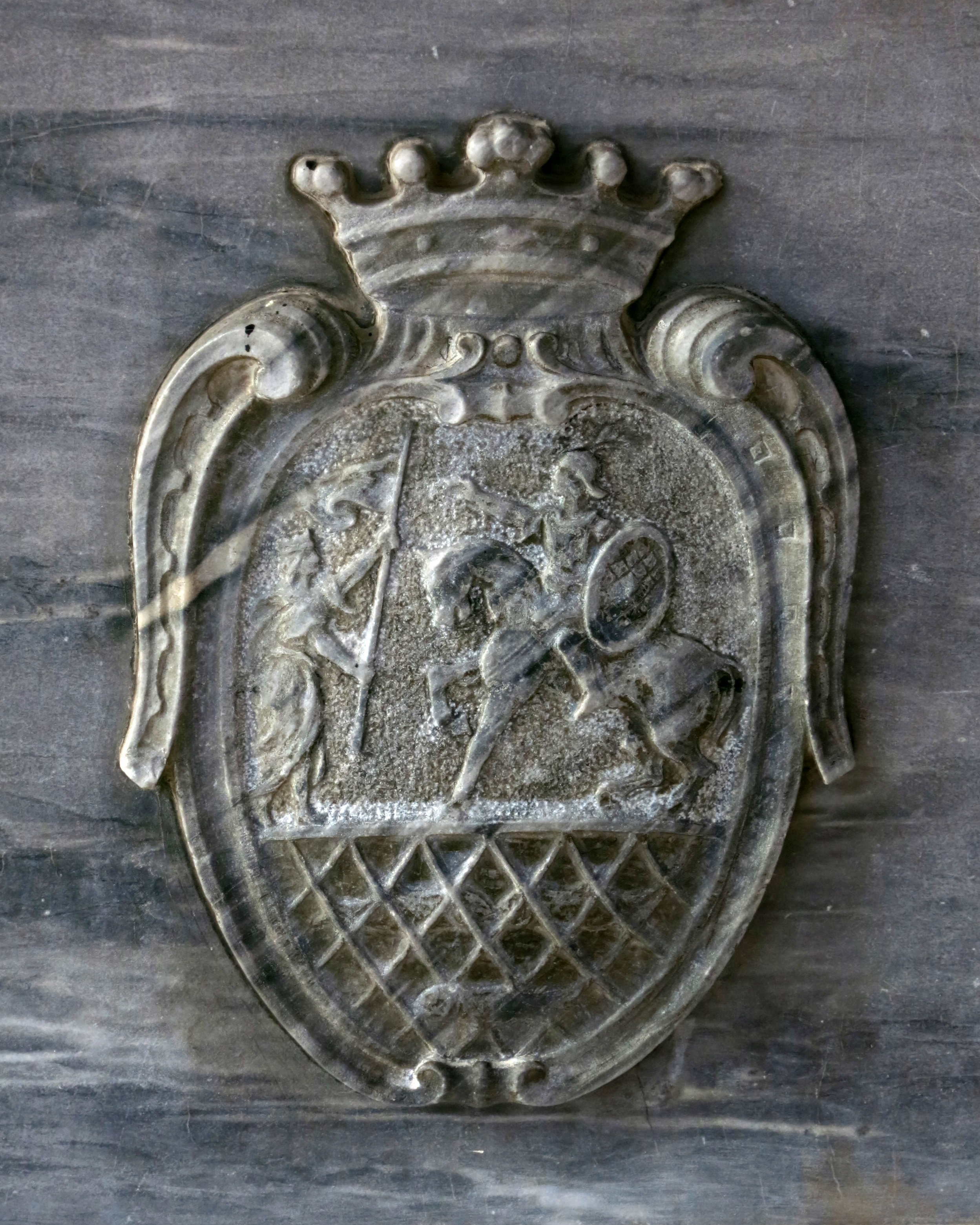
Lo stemma in uso all'inizio del Novecento, scolpito nel monumento ai caduti della Grande Guerra (nei portici del municipio)

Lo scudo reatino si presenta timbrato da una corona da marchese, questo privilegio potrebbe risalire, forse, al XVII secolo epoca in cui il gonfaloniere civico portava il titolo di Marchese di Moggio.
Per quanto riguarda i motti cittadini si deve osservare che sulla campana seicentesca del comune è presente la frase «In pratis late Rea condidit ipsa Reate» la cui origine è sconosciuta mentre l'antica impresa era «Civitas reatina fidelis» che si trova su uno stemma del 1634 presente nella prima sala del Museo civico.